# Silhouettea sibayi
Silhouettea sibayi är en fiskart som beskrevs av Farquharson, 1970. Silhouettea sibayi ingår i släktet Silhouettea och familjen smörbultsfiskar. IUCN kategoriserar arten globalt som starkt hotad. Inga underarter finns listade i Catalogue of Life.